# متنزهات بحيرة توركانا الوطنية
حدائق بحيرة توركانا الوطنية هي مجموعة من ثلاث متنزهات وطنية تقع حول بحيرة توركانا في كينيا. تم إدراجها كموقع للتراث العالمي لليونسكو في عام 1997 وتم توسيعها في عام 2001. وتشمل أسباب أهمية الحديقة استخدامها كنقطة توقف للطيور المهاجرة، وكأرض خصبة لتماسيح النيل وفرس النهر والثعابين. كما تحتوي على أحافير في رواسب كوبي فورا المتفردة عالميا. تتكون حدائق بحيرة توركانا الوطنية من حديقة سيبيلوي الوطنية وجزيرتين على بحيرة توركانا (الجزيرة الوسطى والجزيرة الجنوبية).

## الصور

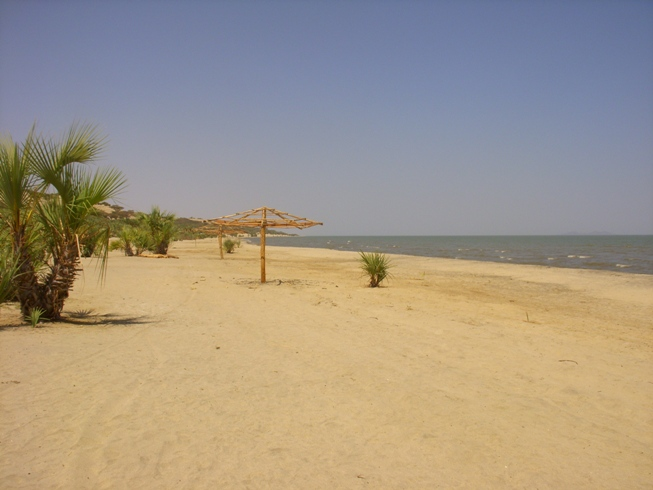
الشاطيء في منتجع عند بحيرة توركانا
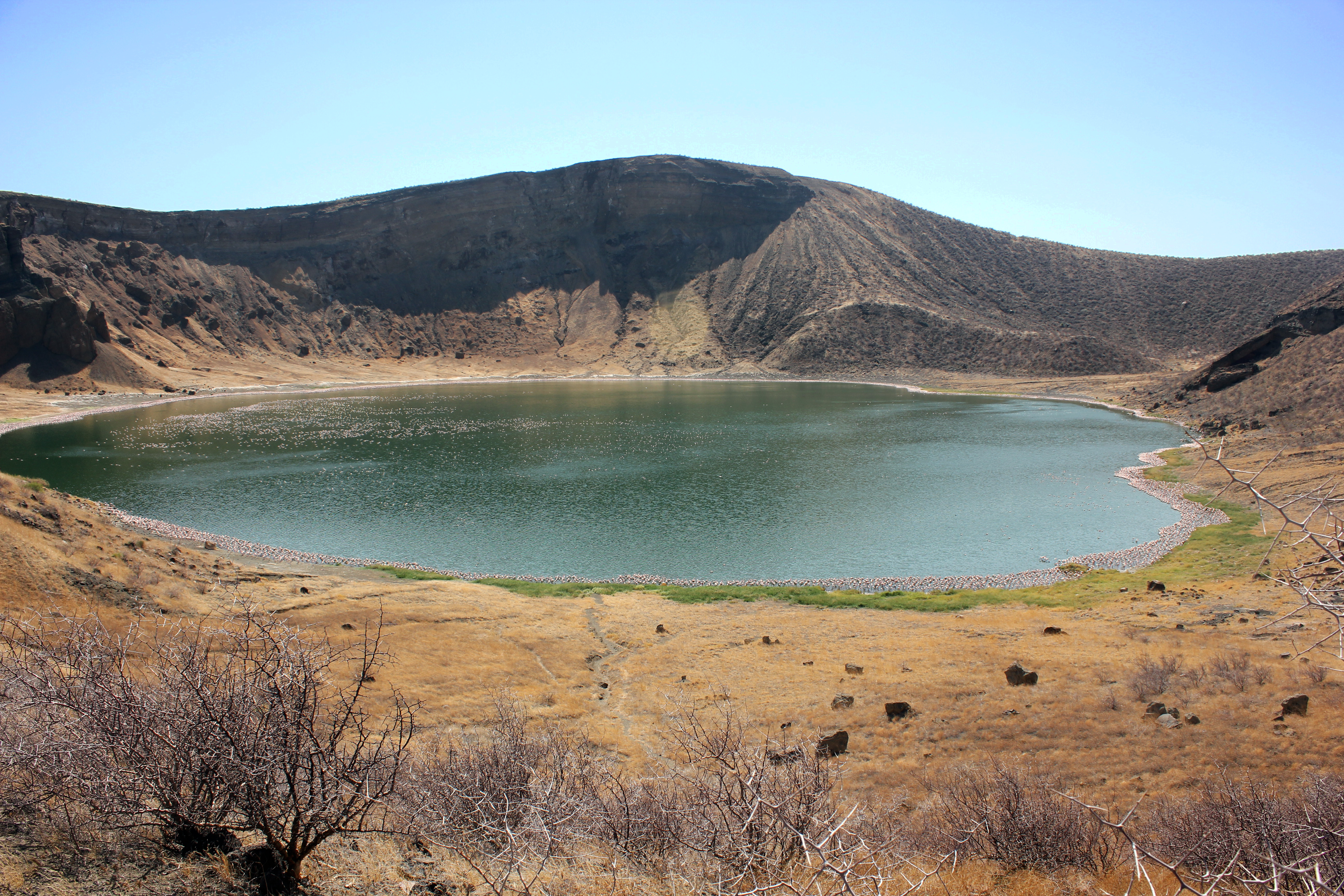
بحيرة فلامنجو 1
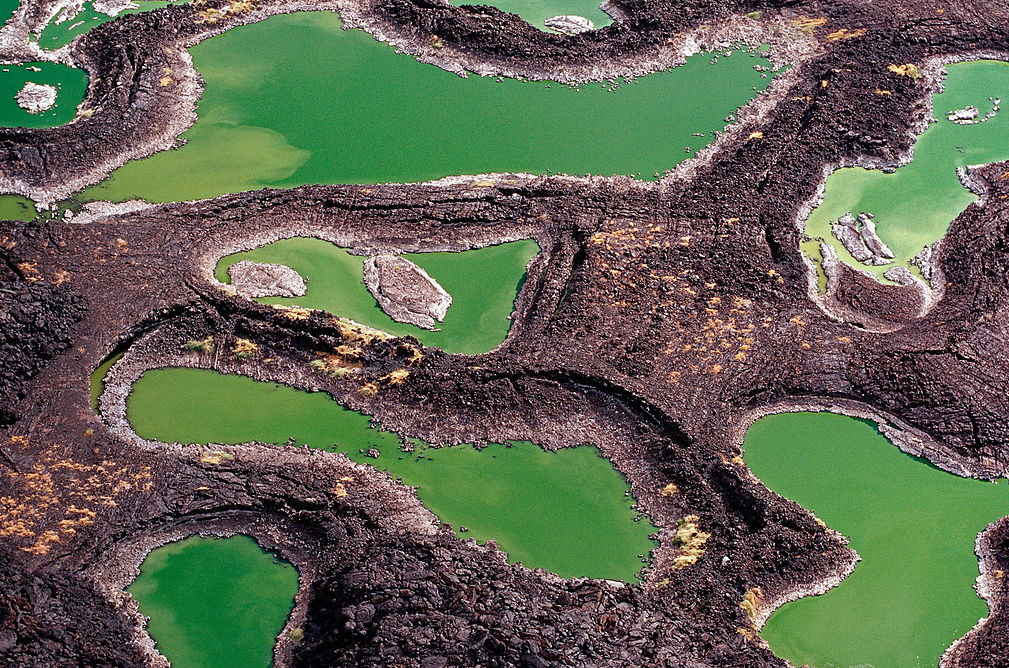
سلسلة من برك الصخور البركانية في الطرف الجنوبي من بحيرة توركانا
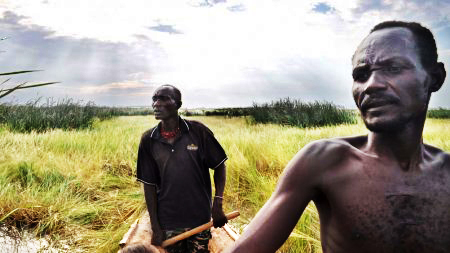
صياد توركانا
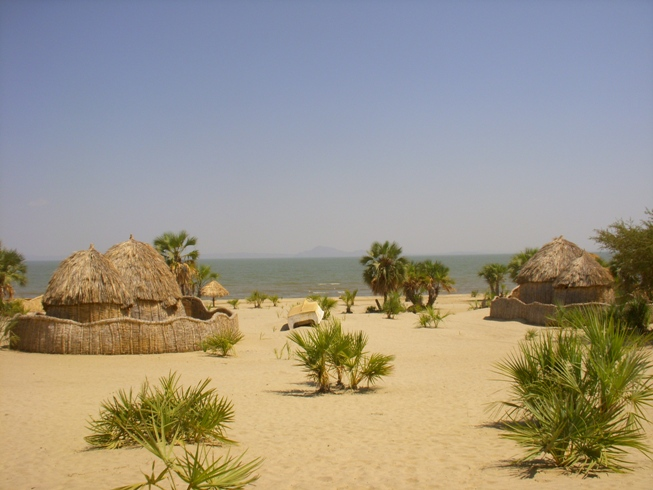
مشهد على بحيرة توركانا من منتجع عيون إليا